# Луц, Фридель
Фридрих Генрих Луц (нем. Friedrich Heinrich Lutz; 21 января 1939, Бад-Фильбель — 7 февраля 2023, Бад-Фильбель), более известный как Фридель Луц (нем. Friedel Lutz) — немецкий футболист.

## Биография
Большую часть карьеры Луц провёл в «Айнтрахте», к которому присоединился в 1955 году и с которым он достиг финала Кубка европейских чемпионов 1960, где сыграл против «Реал Мадрид» (3:7). Он играл в клубе до 1973 года. На сезон 1966/67 он присоединился к победителю Бундеслиги, «Мюнхен 1860», но, получив травму, вернулся в родной клуб.
Луц дебютировал за сборную ФРГ 3 августа 1960 года в матче против сборной Исландии, тяжёлая травма помешала ему принять участие в чемпионате мира 1962. Тем не менее, он завоевал второе место с ФРГ четыре года спустя на мундиале 1966 года. Луц ушёл из сборной после этого турнира, таким образом, его последний матч состоялся в полуфинале против сборной СССР (2:1).
Луц был женат, воспитал сына. Он умер 7 февраля 2023 года в возрасте 84 лет.